# 勁曲金曲
《勁曲金曲》（英語：Golden Song），為毛記電視製作的音樂節目，2015年6月8日首播，2017年1月24日播放相信是最後的一輯。節目名字惡搞自無綫電視音樂節目《勁歌金曲》，提供最新「二次原創」音樂排行榜，以二次創作歌曲諷刺時弊。

## 簡介
- 節目原名為《勁曲金歌》，於2015年6月29日聲稱因為「土地問題」而改名為《勁曲金曲》。毛記電視創辦人林日曦解釋，改名原因為擺脫《勁歌金曲》的形象，並突顯「勁曲」有「極度曲線（諷刺）」之意。[1]。

- 節目宣稱播放時間為逢星期一「癲拿時間」，實際上載時間視乎「毛毛」（即毛記電視員工）工作時間而定，實際上更會翌日上載。主持初期為偽員崔建芒和提子珊，2016年提子珊被利君牙取代（但實際為同一人）。

- 2016年7月25日毛記電視節目改革後，節目不定時播放。

## 每集列表及冠軍歌曲
主唱者當中，沒有條目連結者為毛記電視偽員，詳見毛記電視偽員列表或注意原唱者條目。
| 備註 | 備註             |
| ---- | ---------------- |
|      | 原作品原唱演繹   |
|      | 現實公眾人物演繹 |
|      | 毛記電視原創歌曲 |

| 集數 | 預定播映日     | 冠軍歌曲 | 重唱者                                           | 原作品                                                                          | 原唱                                              |
| 01   | 2015年6月8日   | 《明張目膽》 | 何韻Tree                                         | 《明目張膽》                                                                    | 何韻詩                                            |
| 02   | 2015年6月15日  | 《牛來牛往》 | 牛奕迅                                           | 《人來人往》                                                                    | 陳奕迅                                            |
| 03   | 2015年6月22日  | 《立會任我行》 | 林鋒                                             | 《任我行》                                                                      | 陳奕迅                                            |
| 04   | 2015年6月29日  | 《曾鈺李維斯回訊》                                                                                                   | 蔣議員                                           | 《奇洛李維斯回信》                                                              | 薛凱琪                                            |
| 05   | 2015年7月6日   | 《中東與綜》 | 周嘉鹽、盤菜瑩子                                 | 《風箏與風》                                                                    | Twins                                             |
| 06   | 2015年7月13日  | 《壞孩子的IG》 | 陳冠Fun                                          | 《壞孩子的天空》                                                                | 陳冠希                                            |
| 07   | 2015年7月20日  | 《烚麵埋伏》 | 林雪                                             | 《十面埋伏》                                                                    | 陳奕迅                                            |
| 08   | 2015年7月27日  | 《中女羅生門》 | 葉蘊儀                                           | 《羅生門》                                                                      | 麥浚龍、謝安琪                                    |
| 09   | 2015年8月3日   | 《終生習武》 | 鄭融                                             | 《終生學習》                                                                    | 鄭融                                              |
| 10   | 2015年8月10日  | 《胸追人》 | 王宗堯Sir                                        | 《傷追人》                                                                      | 古巨基                                            |
| 11   | 2015年8月17日  | 《最乖損友》 | Joe Junior                                       | 《最佳損友》                                                                    | 陳奕迅                                            |
| 12   | 2015年8月24日  | 《Eric之家》 | 何韻Chan                                         | 《光榮之家》                                                                    | 何韻詩                                            |
| 13   | 2015年8月31日  | 《奀星》 | 真．吳日言                                       | 《明星》                                                                        | 張國榮                                            |
| 14   | 2015年9月7日   | 《舜自己》 | 真．娃娃舜                                       | 《信自己》                                                                      | 杜德偉、葉蒨文                                    |
| 15   | 2015年9月14日  | 《會過海的》 | 真．車婉婉                                       | 《會過去的》                                                                    | 許志安、車婉婉                                    |
| 16   | 2015年9月21日  | 《羞家BABY》 | FF的s                                            | 《Sugar Baby》                                                                  | FFx                                               |
| 17   | 2015年9月28日  | 《想搭很難》 | 真．張崇基、真．張崇德                           | 《相愛很難》                                                                    | 張學友、梅艷芳                                    |
| 18   | 2015年10月5日  | 《北韓海闊天空》 | 真．陳奐仁                                       | 《海闊天空》                                                                    | Beyond                                            |
| 19   | 2015年10月12日 | 《給方東昇的情書》                                                                                                   | 東方昇                                           | 《給自己的情書》                                                                | 王菲                                              |
| 20   | 2015年10月19日 | 《青竹樹下》 | 真．關心妍                                       | 《櫻花樹下》                                                                    | 張敬軒                                            |
| 21   | 2015年10月26日 | 《最佳Lung廚位置》                                                                                                   | 真．糖妹                                         | 《最佳位置》                                                                    | 陳慧琳                                            |
| 22   | 2015年11月2日  | 《越癌越愛》 | 盤菜瑩子                                         | 《越難越愛》                                                                    | 吳若希                                            |
| 23   | 2015年11月9日  | 《測無驗》 | 謝小琪@繁忙兒童合唱團                            | 《鍾無艷》                                                                      | 謝安琪                                            |
| 24   | 2015年11月16日 | 《發達號》 | 真．RubberBand                                   | 《發現號》                                                                      | RubberBand                                        |
| 25   | 2015年11月23日 | 《勁曲金曲》半年回顧                                                                                                 | 《勁曲金曲》半年回顧                             | 《勁曲金曲》半年回顧                                                            | 《勁曲金曲》半年回顧                              |
| 26   | 2015年11月30日 | 《鼠能夠》 | 梁靚芬社區合唱團                                 | 《He's Able》                                                                   | 基督教歌曲                                        |
| 27   | 2015年12月7日  | 《網友誼之光》 | 真．警訊影帝 吳良榮                              | 《友誼之光》                                                                    | 肥媽                                              |
| 28   | 2015年12月14日 | 《喜歡 (侵權的) 你》                                                                                                 | CY Leung's to Rock                               | 《喜歡你》                                                                      | Beyond                                            |
| 29   | 2015年12月21日 | 《Shall We Talk about the Internet》                                                                                 | 真．杜小喬                                       | 《Shall We Talk》                                                               | 陳奕迅                                            |
| 30   | 2015年12月28日 | 《The 叻 is yet to come》                                                                                            | 真．林一峰                                       | 《The best is yet to come》                                                     | 林一峰                                            |
| 31   | 2016年1月4日   | 《月半小Barcode》 | 宋喼勤                                           | 《月半小夜曲》                                                                  | 李克勤                                            |
| -    | 2016年1月11日  | 播放第一屆十大勁曲金曲分獎典禮                                                                                       | 播放第一屆十大勁曲金曲分獎典禮                   | 播放第一屆十大勁曲金曲分獎典禮                                                  | 播放第一屆十大勁曲金曲分獎典禮                    |
| 32   | 2016年1月18日  | 因應第一屆十大勁曲金曲分獎典禮熱潮，節目暫停播映                                                                     | 因應第一屆十大勁曲金曲分獎典禮熱潮，節目暫停播映 | 因應第一屆十大勁曲金曲分獎典禮熱潮，節目暫停播映                                | 因應第一屆十大勁曲金曲分獎典禮熱潮，節目暫停播映  |
| 33   | 2016年1月25日  | 《》 | [ 9 ]                                            | 《Imagine》                                                                     | John Lennon                                       |
| 34   | 2016年2月1日   | 《我的回鄉證不是我的》                                                                                               | 堅．王宗堯、堅．陳詩慧                           | 《我的回憶不是我的》                                                            | 海鳴威、泳兒                                      |
| -    | 2016年2月8日   | 播放猴子偷毛賀新春                                                                                                   | 播放猴子偷毛賀新春                               | 播放猴子偷毛賀新春                                                              | 播放猴子偷毛賀新春                                |
| 35   | 2016年2月15日  | 《財神爺 is coming to town》                                                                                         | 毛記群（奀）星                                   | 《Santa Claus is coming to town》                                               | 聖誕節歌曲                                        |
| 36   | 2016年2月22日  | 《差人行》 | 吳檸儁                                           | 《三人行》                                                                      | 林子祥                                            |
| 37   | 2016年2月29日  | 《My 狄卡比奧 Will Go On》                                                                                           | Ceball Dion                                      | 《My Heart Will Go On》                                                         | Celine Dion                                       |
| 38   | 2016年3月7日   | 《波蘭蜜友》 | 腐穎                                             | 《親朋勿友》                                                                    | 傅穎                                              |
| 39   | 2016年3月14日  | 《中間超人的主題曲》                                                                                                 | 黃先生                                           | 《超人的主題曲》                                                                | 陳奕迅                                            |
| 40   | 2016年3月21日  | 《》 | 薛小琪@繁忙兒童合唱團                            | 《給十年後的我》                                                                | 薛凱琪                                            |
| 41   | 2016年3月28日  | 《Victory 海港》 | 游泳勤                                           | 《Victory》                                                                     | 李克勤                                            |
| 42   | 2016年4月4日   | 《慘情歌》 | 黃慘盈                                           | 毛記電視首支原創歌曲上榜                                                        | 毛記電視首支原創歌曲上榜                          |
| 43   | 2016年4月11日  | 《歲月哥哥》 | 羅若Off、東方昇                                  | 《歲月如歌》                                                                    | 陳奕迅                                            |
| 44   | 2016年4月18日  | 《細蓉》 | 黃慘盈                                           | 《暗湧》                                                                        | 王菲                                              |
| 45   | 2016年4月25日  | 《火熱動感Side Side Side》                                                                                           | 許志Side、鄭Side文、梁Side文、郭富Side           | 《火熱動感 LA LA LA》                                                           | 許志安、鄭秀文、梁漢文、郭富城                    |
| 46   | 2016年5月2日   | 《動地驚天愛功課》                                                                                                   | 鄭小健@繁忙兒童合唱團                            | 《動地驚天愛戀過》                                                              | 鄭伊健                                            |
| 47   | 2016年5月9日   | 《No Angry》 | 港女時代                                         | 《Nobody》                                                                      | Wonder Girls                                      |
| 48   | 2016年5月16日  | 因應黎明代言雀巢白咖啡廣告熱潮，節目暫停播映                                                                         | 因應黎明代言雀巢白咖啡廣告熱潮，節目暫停播映     | 因應黎明代言雀巢白咖啡廣告熱潮，節目暫停播映                                    | 因應黎明代言雀巢白咖啡廣告熱潮，節目暫停播映      |
| 49   | 2016年5月23日  | 《我愛黎明Medley》 1.《黎明去偷歡》 2.《強明是你》 3.《李香明》 4.《黎明Fiesta》 5.《狂野之明》 6.《每天愛黎多一些》 | 三大天王： 劉德明、張學明、郭富明                | 《獨自去偷歡》 《強》 《李香蘭》 《夏日Fiesta》 《狂野之城》 《每天愛你多一些》 | 劉德華、張學友、郭富城 （與黎明合稱香港四大天王） |
| 50   | 2016年5月30日  | 《愛意2016》 | Ben如城                                          | 《愛意》                                                                        | 張如城                                            |
| 51   | 2016年6月6日   | 《廢鐵是怎樣煉成的》                                                                                                 | 堅．何韻詩                                       | 《鋼鐵是怎樣煉成的》                                                            | 何韻詩                                            |
| 52   | 2016年6月13日  | 《關公偏頭痛》 | 周公關                                           | 《公公偏頭痛》                                                                  | 周杰倫                                            |
| 53   | 2016年6月20日  | 《流淚呀？繼續做！》                                                                                                 | 許員工                                           | 《流淚行勝利道》                                                                | 許志安                                            |
| 54   | 2016年6月27日  | 《Hey Jobs》 | [ 9 ]                                            | 《Hey Jude》                                                                    | The Beatles                                       |
| 55   | 2016年7月4日   | 《可惜我是山羊座》                                                                                                   | 羅若off                                          | 《可惜我是水瓶座》                                                              | 楊千嬅                                            |
| 56   | 2016年7月11日  | 《待命36小时》 | 容祖医                                           | 《連續劇》                                                                      | 容祖兒                                            |
| 57   | 2016年7月18日  | 《So99y So99y》 | FF的s                                            | 《Sorry Sorry》                                                                 | Super Junior                                      |
| 58   | 2017年1月11日  | 《順流葉劉》 | 逆流淑儀                                         | 《順流逆流》                                                                    | 徐小鳳                                            |
| 59   | 2017年1月24日  | 《娥本人》 | Carrie                                           | 《我本人》                                                                      | 吳雨霏                                            |

## 勁曲金曲節目
- 毛記電視勁曲金曲優秀選2015：為毛記電視首個實體化現場表演。
- 毛記電視第一屆十大勁曲金曲分獎典禮：為香港電視史上首個直播的網絡平台製作匯演。

## 外部連結
- 《勁曲金曲》官方節目重溫